# Lindenovsgade
Lindenovsgade er en gade på Østerbro i København, der er beliggende mellem Østbanegade og Strandboulevarden. Det er den eneste gade i Danmark, der hedder dette. Den er kort, knap 200 meter lang.

## Historie
Gaden hed før 1931 Franklinsgade efter Sir John Franklin, der også uden held forsøgte at finde Nordvestpassagen i midten af 1800-tallet. Der er stadig flere gader i kvarteret, der er opkaldt efter gamle sørejsende.
Lindenoverne var en gammel adelsslægt og flere af dem udforskede de fjernere dele af det danske rige. Godske Lindenov, død 1612, var f.eks. et smut på Grønland på togt. Lars eller Laurids Lindenov ca. 1650-1690 tog til Finmarken.
Gaden tilhører en klynge af gader, der fik navn efter danske (og mislykkede) ekspeditioner. Det var passende at mindes udfarende danskere så tæt på Amerikakaj og Amerika Plads.
I nr. 4 var der for hundrede år siden C. Olufsens mejeri og dampskibsfører G.A. Jensen boede i nr. 6.
I midten af 1900-tallet havde Herbert Franke en trikotagefabrik i nr. 5, og på anden sal fandt man fru M. Abouzeid. I nr. 13 boede impresario A. Kittner Saether, arkivar S.V. Waendelin i nr. 4 på anden sal og organist Harry Egediusen i nr. 6.

## Nævneværdige bygninger
Gaden bærer præg af højhuset Domus Portus, tegnet af Ole Hagen i 1960. I den lave servicebygning ligger der på mindst tyvende år et autoværksted.
Karrén "Jens Munk" er fra 1908 og fremstår nu flot og lyst i lysegul og grå. Dekorationerne er specielle: Dunhamre på konsollerne under karnapperne, og under dem et drabeligt mandsansigt, der minder om antikken.
De ulige numre af gaden er i røde mursten og med funktionalistiske træk. Bygningerne er fra henholdsvis 1921 og 1935. Karnapper med store vinduer og ikke så mange dikkedarer.